# Левонкур (Верхний Рейн)
Левонкур (фр. Levoncourt) — коммуна на северо-востоке Франции в регионе Гранд-Эст (бывший Эльзас — Шампань — Арденны — Лотарингия), департамент Верхний Рейн, округ Альткирш, кантон Альткирш. До марта 2015 года коммуна административно входила в состав упразднённого кантона Феррет (округ Альткирш).
Площадь коммуны — 5,28 км², население — 244 человека (2006) с тенденцией к стабилизации: 244 человека (2012), плотность населения — 46,2 чел/км².

## Население
Численность населения коммуны в 2011 году составляла 248 человек, а в 2012 году — 244 человека.
| 1962 | 1968 | 1975 | 1982 | 1990 | 1999 | 2006 | 2007 | 2011 | 2012 |
| ---- | ---- | ---- | ---- | ---- | ---- | ---- | ---- | ---- | ---- |
| 200  | 187  | 188  | 180  | 204  | 225  | 244  | 247  | 248  | 244  |

Динамика населения:

## Экономика
В 2010 году из 152 человек трудоспособного возраста (от 15 до 64 лет) 109 были экономически активными, 43 — неактивными (показатель активности 71,7 %, в 1999 году — 68,0 %). Из 109 активных трудоспособных жителей работали 98 человек (56 мужчин и 42 женщины), 11 числились безработными (4 мужчины и 7 женщин). Среди 43 трудоспособных неактивных граждан 5 были учениками либо студентами, 17 — пенсионерами, а ещё 21 — были неактивны в силу других причин.
На протяжении 2011 года в коммуне числилось 102 облагаемых налогом домохозяйства, в которых проживало 245,5 человек. При этом медиана доходов составила 22132 евро на одного налогоплательщика.